# Bruttoabwicklungssystem
Ein Bruttoabwicklungssystem bezeichnet ein Übertragungssystem, in dem Aufträge zur Überweisung von Geld oder Übertragung von Wertpapieren einzeln, das heißt ohne Netting (Verrechnung von Gegenforderungen) abgewickelt werden.
Ein Echtzeit-Bruttoabwicklungssystem wird als Real Time Gross Settlement bezeichnet.